# Gymnasium Altenholz
Das Gymnasium Altenholz ist ein 1971 eröffnetes Gymnasium in Altenholz nahe Kiel. Gemeinsam mit der Außenstelle der Claus-Rixen-Grundschule und der Gemeinschaftsschule Altenholz bildet es das Schulzentrum Altenholz Stift. Das Einzugsgebiet der Schule umfasst die nördlichen Stadtteile Kiels sowie die Umlandgemeinden des Dänischen Wohlds.

## Geschichte
Das Gymnasium wurde im August 1971 vom damaligen Ministerpräsidenten Gerhard Stoltenberg eröffnet. Das erste Schulgebäude war nur eine Übergangslösung, in die eine neue Realschule einziehen sollte. Baubeginn für das eigentliche Schulgebäude war erst Februar 1972 und die Fertigstellung erfolgte erst im August 1973, nachdem die Turnhalle bereits im Februar 1973 bezugsbereit war. Auf dem Schulgelände wurde ein Werk des Künstlers Ernst Günter Hansing unter dem Dach des Forums installiert, das den Titel „Interplanetarische Eruption“ trägt. Im Rahmen einer Dachsanierung wurde im Jahre 2012 ein neues Glasdach eingebaut. Das Kunstwerk, das zuvor unter dem Dach hing, musste im Laufe der Umbauten entfernt werden.

## Profil
Das Gymnasium wird als Offene Ganztagsschule geführt und verfügt daher über eine eigene Cafeteria mit Mittagstisch.

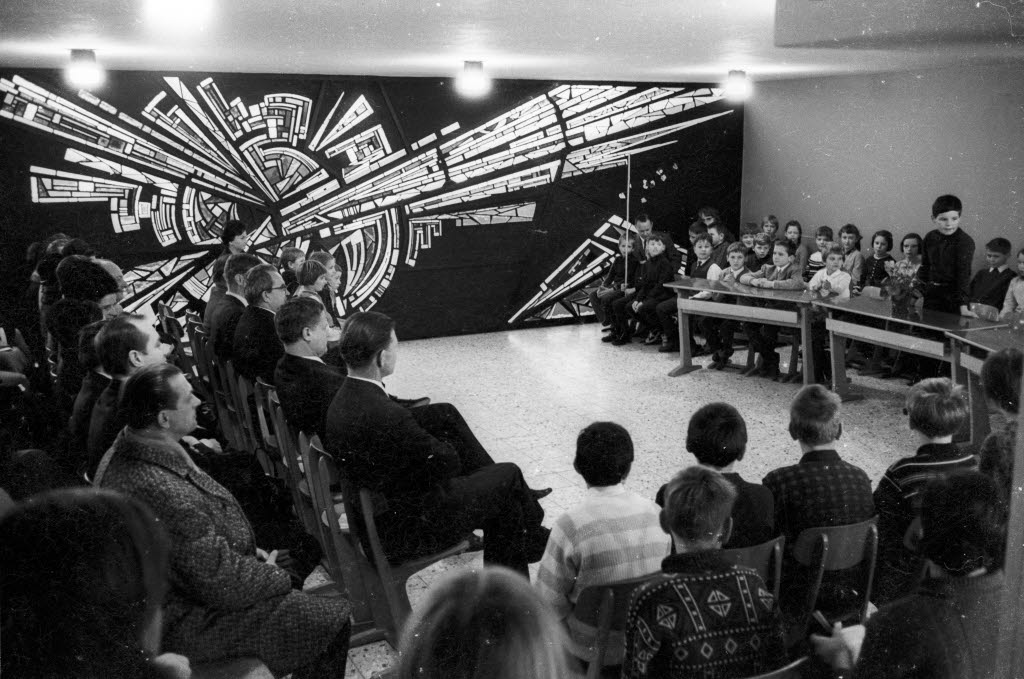
Einweihung des Fensters von Ernst-Günter Hansing für die Volksschule Altenholz-Stift, 1. Dezember 1967

 Es wird Hausaufgabenbetreuung angeboten. In der Oberstufe ist der Nachmittagsunterricht obligatorisch. Das Gymnasium hat bilingualen Unterricht in Geographie auf Englisch.
Seit 2012 existiert die Schülerzeitung „Gahzette“.
Es werden diverse Arbeitsgemeinschaften angeboten, darunter in den Bereichen:
- Musik: Nachwuchsorchester, Kammerorchester, Chor und Jazz[5]
- Sport: Handball, Schwimmen, Sportklettern, Schach, Tanzen, Volleyball
- Sonstiges: Konfliktlotsenausbildung, Sozial-AG, Theater, Italienisch

## Sportliche Erfolge
Im Skilanglauf wurde die Schulmannschaft achtmal Landesmeister in Schleswig-Holstein und einmal elfter von 22 teilnehmenden Mannschaften der deutschen Meisterschaft und war beste Flachlandmannschaft.
1986 wurde die Schülerhandballmannschaft bei Jugend trainiert für Olympia, deren Spieler in der Jugend des TSV Altenholz trainierten, in Berlin Deutscher Meister, während die Turner im selben Jahr den sechsten Platz der deutschen Meisterschaft erzielten.
2007 erreichte die Schachmannschaft der Schule bei den deutschen Schulschachmeisterschaften den 10. Platz.
Die Schulschachmannschaft gewann 2009 zum 4. Mal die Landesmeisterschaft im Schulschach in Schleswig-Holstein.
Die Volleyballmannschaft der Schule wurde 2010 bei „Jugend trainiert für Olympia“ schleswig-holsteinischer Landesmeister und errang beim Bundesfinale in Berlin den siebten Platz.
Die Mädchenmannschaft im Schach errang 2011, 2013, 2014 und 2015 die Landesmeisterschaft im Schulschach in Schleswig-Holstein.
Im Jahr 2011 erreichten zwei Schüler in einer Mannschaft von acht Kieler Jugendlichen der Schule einen dritten Platz bei der Qingdao-Sailing-Week.

## Schülervertretung
Bereits seit einigen Jahren besitzt auch das Gymnasium Altenholz eine Schülervertretung (SV). Durch das zuletzt am 12. Juni 2014 geänderte SV-Statut ist festgelegt, dass die Schülervertretung durch ein SV-Team, bestehend aus Schülersprecher, stellv. Schülersprecher, Kassenwart und bis zu 9 weiteren Beisitzern besteht.

## Persönlichkeiten

### Schüler
- Alexander Bommes (* 1976), Moderator
- Andreas Breitner (* 1967), ehemaliger Innenminister Schleswig-Holsteins im Kabinett Albig
- Nils Olfert (* 1976), Tenor bei Wise Guys[11]
- Mareike Krügel (* 1977), Schriftstellerin
- Thies Bergemann (* 1996), Handball-Bundesligaspieler beim HSV Hamburg
- Utz Schliesky (* 1966), Rechtswissenschaftler und Ministerialbeamter

### Lehrer
- Torsten Johne (* 1953), ehemaliger Präsident des Deutschen Motor Sport Bundes
- Matthes Behlen (* 1960), Volleyballtrainer